# Tadeo Allende
Tadeo Allende (Mina Clavero, 20 febbraio 1999) è un calciatore argentino, attaccante dell'Inter Miami in prestito dal Celta Vigo.

## Carriera
Allende è cresciuto nel settore giovanile dell'Instituto (C), club con cui ha firmato il suo primo contratto professionistico il 3 marzo 2021. Dieci giorni dopo ha esordito in prima squadra nell'incontro di Primera B Nacional pareggiato 0-0 contro il Def. de Belgrano.
Il 20 gennaio 2021 è stato ceduto in prestito al Godoy Cruz e l'11 febbraio ha esordito in Primera División contro il Tigre. Il 14 maggio ha segnato il suo primo gol in carriera in Copa Argentina contro il Tristán Suárez. Al termine della stagione è stato acquistato a titolo definitivo dal club biancoblu.
Il 31 gennaio 2024 è stato acquistato a titolo definitivo dal Celta Vigo, con cui ha firmato un contratto di quattro anni e mezzo. Dopo circa un anno, il 14 gennaio 2025, viene ceduto in prestito all'Inter Miami.

## Statistiche

### Presenze e reti nei club
Statistiche aggiornate al 13 aprile 2025.
| Stagione          | Squadra           | Campionato        | Campionato | Campionato | Coppe nazionali | Coppe nazionali | Coppe nazionali | Coppe continentali | Coppe continentali | Coppe continentali | Altre coppe | Altre coppe | Altre coppe | Totale | Totale | Totale |
| Stagione          | Squadra           | Comp              | Pres       | Reti       | Comp            | Pres            | Reti            | Comp               | Pres               | Reti               | Comp        | Pres        | Reti        | Pres   | Reti   |        |
| ----------------- | ----------------- | ----------------- | ---------- | ---------- | --------------- | --------------- | --------------- | ------------------ | ------------------ | ------------------ | ----------- | ----------- | ----------- | ------ | ------ | ------ |
| 2021              | Instituto (C)     | PBN               | 24         | 0          | -               | -               | -               | -                  | -                  | -                  | -           | -           | -           | 24     | 0      |        |
| 2022              | Godoy Cruz        | PD                | 27         | 3          | CA+CdL          | 4+11            | 2+0             | -                  | -                  | -                  | -           | -           | -           | 42     | 5      |        |
| 2023              | Godoy Cruz        | PD                | 22         | 6          | CA+CdL          | 1+15            | 0+4             | -                  | -                  | -                  | -           | -           | -           | 38     | 10     |        |
| Totale Godoy Cruz | Totale Godoy Cruz | Totale Godoy Cruz | 49         | 9          |                 | 31              | 6               |                    | -                  | -                  |             | -           | -           | 80     | 15     |        |
| gen.-giu. 2024    | Celta Vigo        | PD                | 10         | 1          | CR              | -               | -               | -                  | -                  | -                  | -           | -           | -           | 10     | 1      |        |
| 2024-gen. 2025    | Celta Vigo        | PD                | 1          | 0          | CR              | 2               | 2               | -                  | -                  | -                  | -           | -           | -           | 3      | 2      |        |
| Totale Celta Vigo | Totale Celta Vigo | Totale Celta Vigo | 11         | 1          |                 | 2               | 2               |                    | -                  | -                  |             | -           | -           | 13     | 3      |        |
| 2025              | Inter Miami       | MLS               | 14         | 7          | -               | -               | -               | CCC                | 5                  | 2                  | LC+Cmc      | 1           | 1           | 20     | 10     |        |
| Totale carriera   | Totale carriera   | Totale carriera   | 98         | 17         |                 | 33              | 8               |                    | 5                  | 2                  |             | 1           | 1           | 137    | 28     |        |